# Tre ragazzi del Texas
Tre ragazzi del Texas (Three Young Texans) è un film del 1954 diretto da Henry Levin. Prodotto dalla Panoramic Production e distribuito dalla Twentieth Century Fox, il film aveva come interpreti principali Mitzi Gaynor, Keefe Brasselle, Jeffrey Hunter, Harvey Stephens. Nel cast figura anche un trentenne Aaron Spelling.
Il film non viene trasmesso dalla televisione americana dal 1977.

## Trama
Un giovane, per evitare che il padre finisca in carcere per una rapina al treno, lo previene facendo il furto al posto suo. Una ragazza ed un amico del giovane ladro scoprono il piano, lei lo vuole aiutare, lui vuole parte del denaro.